# Shimonia
Shimonia is een geslacht van vlinders uit de familie van de Metarbelidae. De wetenschappelijke naam van dit geslacht is voor het eerst gepubliceerd in 2013 door Ingo Lehmann en Hossein Rajaei.
De soorten van dit geslacht komen voor in tropisch Afrika.

## Soorten
- Shimonia fischeri Lehmann & Rajaei, 2013
- Shimonia oyiekeae Lehmann & Rajaei, 2013
- Shimonia splendida (Fletcher D. S., 1968)
- Shimonia timberlakei  Lehmann & Rajaei, 2013